# 수데티산맥

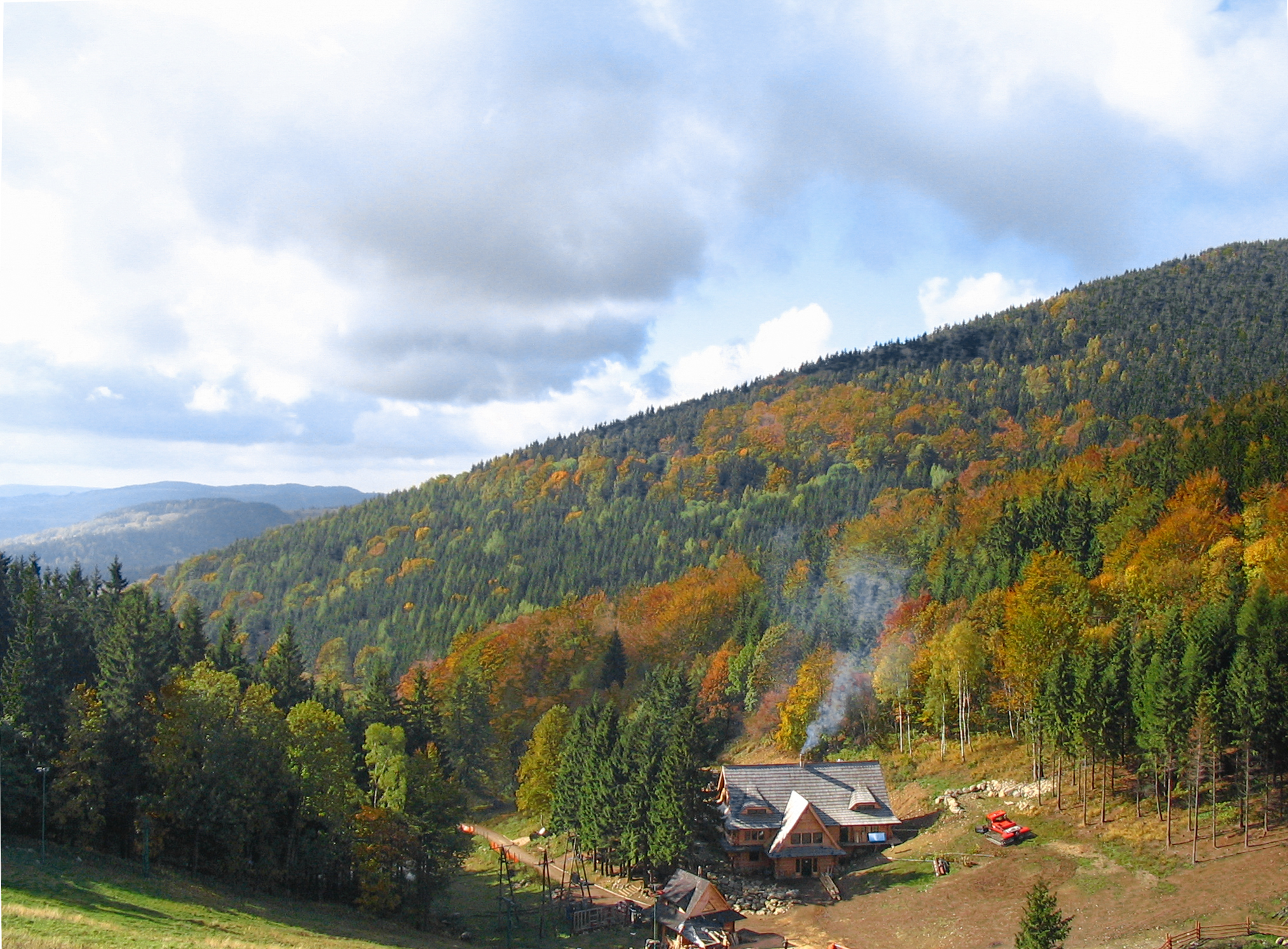
수데티산맥

수데티산맥 지도

수데티산맥(체코어: 슬로바키아어: Sudety 수데티, 폴란드어: Sudety 수데티[*], 독일어: Sudeten 주데텐[*])은 독일 동부, 폴란드 남서부, 체코 북부에 걸쳐 있는 산맥이다.

## 지리
수데티산맥의 길이는 300km이다. 수데티산맥에서 가장 높은 봉우리는 체코-폴란드 국경 지대에 위치한 크르코노셰산맥(Krkonoše)의 스네슈카산(Sněžka)으로 높이는 1,603m이다.
수데티산맥은 크게 체코-폴란드 국경 지대에 위치한 동수데티산맥, 중앙수데티산맥, 독일-체코-폴란드 국경 지대에 위치한 서수데티산맥으로 나뉜다. 온천, 요양소, 스키장으로 유명한 관광지이며 최근에는 알프스산맥을 대체할 겨울 스포츠 관광지로 주목받고 있다.

## 역사
12세기부터 수데티산맥 인근에 사람이 거주했으며 13세기에 마을이 형성되었다. 15세기부터 17세기 사이에 중앙수데티산맥을 중심으로 농업의 발전과 함께 삼림 벌채가 급증했지만 18세기에 삼림 계획 정책이 시행되면서 산악 지대 인근 도시들을 중심으로 광업이 발전했다. 19세기에는 중앙수데티산맥의 사암 채굴을 기반으로 한 관광업이 발전했다.
제1차 세계 대전의 종전과 함께 독립한 체코슬로바키아에 존재했던 주데텐란트는 체코슬로바키아에서 독일인 인구가 다수를 차지하던 지역이었다. 1933년 10월에는 콘라트 헨라인이 독일 민족주의 정당인 주데텐 독일인당을 창당했다. 1938년 9월 뮌헨 협정이 체결되면서 주데텐란트의 나치 독일 편입이 결정되었고 1939년 3월에는 나치 독일이 체코슬로바키아를 점령했다. 1945년 제2차 세계 대전의 종전과 함께 주데텐란트가 체코슬로바키아에 반환되면서 주데텐란트에 거주하던 독일인들은 추방당했다.

## 같이 보기
- 돌니실롱스크주